# 徐裕行
徐 裕行（ソ・ユヘン/じょ ひろゆき、1965年〈昭和40年〉5月25日 - ）は、日本生まれの暴力団組員である。在日韓国人。村井秀夫刺殺事件の犯人。

## 人物

### 経歴
出生地は群馬県桐生市と同県高崎市出身の説がある。東京都足立区で育つ。1968年（昭和43年）、朝鮮籍から韓国籍へ変更。国籍についてマスメディアは徐裕行を在日韓国人2世と報じているが、徐は自身を在日韓国人3世と名乗っており詳細は不明。東京朝鮮第四初中級学校から4年生で足立区の公立小学校へ転校。東京都立足立工業高等学校を1年次で中退。中退後、解体業の手伝いや印刷会社、デザイン事務所など職を転々とする。1986年（昭和58年）、広告代理店「アサ」へ転職。勤務態度が評価され、同系列の企画会社「イベントダイヤル」へ移り、代表取締役社長に就任する。会社は8人の社員が勤務しており、当時ブームであった人面魚のリースを手掛けたことで注目されワイドショーや雑誌のインタビューに出演した。1991年（平成3年）特別永住許可を取得。
1992年（平成4年）10月、経営難で会社が倒産し、総額2,300万円の負債を抱える。倒産後、茨城県つくば市内の友人宅に身を寄せ、その兄が経営する古紙回収業のアルバイトを続ける。1993年（平成5年）再び東京へ戻り都内の会社へ再就職するも、12月中旬に無断欠勤し、そのまま連絡を絶っている。

### 山口組系暴力団羽根組
1994年（平成6年）6月頃から三重県伊勢市内の山口組系暴力団、羽根組に顔を出すようになり、行儀見習いとして組事務所の雑用を任される。11月、朝鮮学校時代からの友人だったK・Hと共に、世田谷区上祖師谷3丁目の二階建て家屋で共同生活を始める。この頃徐はK・Hが経営する都内の金融会社で債権取り立ての仕事を手伝った他、同組員の在日朝鮮人Gが経営する宅配ヘルス業の手伝いを1994年11月から1995年（平成7年）3月頃まで続けた。1995年1月17日に起きた阪神・淡路大震災では被災地支援のため神戸の山口組本部へ向かっている。

## 村井秀夫刺殺事件

### 事件直前までの行動
地下鉄サリン事件直後からオウム真理教の冗談を周囲に話すようになる。4月21日、足立区の実家へ帰り家族と面会し一緒に焼肉を食べている。4月22日、実家を出た帰り道に金物屋へ寄り、牛刀を5,000円で購入した。西新井駅から表参道駅で下車し、歩いてオウム真理教南青山総本部へ向かう。その後、渋谷の道玄坂の喫茶店やパチンコ店で暇をつぶしている。午後8時頃、羽根組若頭K・Kと渋谷駅のハチ公前で待ち合わせた後に、タクシーで六本木の日本料理店へ向かう。午後9時半、渋谷区のラブホテルへ向かい一夜を過ごした。
1995年4月23日、午前11時頃に南青山総本部ビル前へ到着。現場はマスコミ関係者でごったがえしており、上祐史浩に会おうと見物人も集まっていた。また、現場では赤坂署員6人が教団を視察していた。

### 犯行着手・逮捕
午後8時36分、徐はオウム真理教南青山総本部前を訪れた村井秀夫を襲った。はじめに左腕と胸を刺し、最後に右脇腹を突き刺して、体内を抉るように刃物を回転させて致命傷を与えた。刺された村井は玄関内へ逃げたが出血が激しく、「息ができない」と訴えながら仰向けに倒れた。徐はそのまま現場へ留まり、付近にいた警官に現行犯逮捕され、赤坂警察署へ連行された。村井は東京都立広尾病院に救急車で搬送されたが、右脇腹に受けた深さ13cmの刺し傷が致命傷となり、出血性ショックによる急性循環不全の為、翌4月24日午前2時33分に死亡した。村井の死によって、村井が知りうるオウム事件に関する供述が聞き出せなくなり、一連のオウム事件の解明を遠のかせることになった。
取り調べでは、徐は三重県伊勢市船江1丁目の右翼団体「神州士衛館」の構成員を名乗ったが、「神州士衛館」は政治活動を行っておらず、その実態はシラスの仲介業として看板を掲げているだけだった。捜査では代表のF・Zを除き徐とは面識がないと供述している。4月28日には「神州士衛館」構成員のY・Mが別の事件の容疑で逮捕されている。
犯行動機については「義憤に駆られて殺した。幹部なら誰でもよかった。テレビや新聞を見て、悪いやつだ、何とかしないといけないと思った」「1人でやったんだからそんなことどうでもいいじゃないですか」としていたが、その後「羽根組若頭のK・Kの指示による犯行」と供述。
5月11日、若頭K・Kも共犯として逮捕された。羽根組はその後解散した。

### 裁判
裁判では、徐は若頭の指示により犯行に及んだと主張した。動機については若頭から「『オウムはとんでもない悪い組織だ』と何度も聞かされ、犯行3日前に『教団幹部のうち誰か一人を包丁でやるんだ』と指示された」と答えた他、証拠採用された供述書では「羽根組の組員として、若頭の命令に逆らえないと思った。しかし、若頭の私利私欲のために利用されたのか、と疑念が生じている」と内情を明らかにした。一方、若頭は「指示」そのものを否定した。警察の捜査でも、暴力団若頭とオウム真理教の接点が見当たらなかった。
K・Kの控訴審には徐は姿を見せず、証言台に立つのを拒否した。証言を要請した捜査員に対し「一審で本当のことをすべて話し尽くし、責任は果たしたが誰も信じてくれなかった。若頭は娑婆にいる。下手にこれ以上証言すると家族が危ない。自分も出所後、裏切り者として逃げ隠れしなければならない」と答えた。そのため公判において若頭からの犯行指示日に関する実行犯の供述が不自然であると結論に至った。
裁判の結果、実行犯に懲役12年、暴力団若頭に無罪判決が下り、確定した。この事件で安廣文夫裁判長は「犯行の背後関係はいまだ解明し尽くしておらず、不透明な点が残されていると言わざるを得ない」と発言した。
若頭はその後2000年11月14日に建設資材会社の恐喝容疑で宮崎県警に逮捕された。徐は旭川刑務所に服役し、2007年1月に出所した。

### 社会復帰後
社会復帰後、フィリピン人女性と結婚している。元一水会代表の鈴木邦男や21世紀書院代表の蜷川正大、連合赤軍元活動家の植垣康博、作家の山平重樹と親睦を深める。
2013年5月には上祐史浩と対談し、「終わらないオウム」（鹿砦社）を上梓した。現在は自ら「徐裕行のブログ」を開設。ヨットクルーザーを購入し、パールレースに参加したり海外旅行をするなど私生活の様子を公開していたが、2015年4月以降、その更新は途絶えている。

### 事件の謎
この事件では週刊誌などではさまざまな情報が錯綜している。しかし、これらの情報の信憑性は定かではなく疑問点が多いものも少なくない。
徐は犯行前日の4月22日に渋谷のラブホテルへ宿泊しているが、この時女性も一緒にチェックインしていたという。この女性の正体については週刊誌によって異なり、『FRIDAY SPECIAL』（1995年6月1日増刊号）では女性は風俗嬢で徐はその常連だったと報道している。一方で「週刊ポスト」（95年5月26日）は20歳前後のアルバイト・ホステスをしている女だと報じた。なお、宿泊した理由について当時徐は「独りでは寂しかったので」と供述しているが、後年出版された『サリン それぞれの証』では「予約をとってあった渋谷にあるホテルに行き、宿泊しました。このホテルを選んだのは、もちろんオウム真理教の青山本部に近いからです」と答えているだけで、女性については触れていない。
また事件当日の昼に徐はコンビニ店へよっているが、この時アルバイトの店員から「徐が眼鏡をかけた30代の女性と会話しているのを目撃した」と証言が寄せられている。『日刊スポーツ』（1995年5月4日号）の報道によると、コンビニに設置されていた防犯カメラは故障していたという。『週刊現代』（1995年8月12日号）はこの女性をオウムの女性信者と紹介しているが、取り調べでは両者の供述は『道を尋ねた』『道を聞かれた』ということで一致していたためそれ以上詰められなかった、と報道している。
また事件当時、ジャーナリストの山路徹は、オウムの諜報省を名乗る人物から取材に誘われたという。 それによると刺殺事件当日に取材していた上九一色村で4時間、その後は青山総本部の地下休憩所で1時間待機させられた。 待機中、背後の扉を開けるような音が聞こえ（扉の向こうには村井がいたという）、その直後に事件が発生した。

## 北朝鮮との関係
徐は右翼を称しているが、少年時代は東京朝鮮第四初中級学校で過ごしており、金日成を神格化した思想教育を受けている。
そのため天皇崇拝を唱える右翼思想と、反日を標榜する北朝鮮の思想に相反するところがあり、政治的信条に不自然な点がみられる。
徐は20代前半の頃に朝鮮総連足立区支部で政治活動をしていたことを蜷川正大との対談で認めており、1995年11月10日の東京地裁では指紋押捺拒否運動に参加していたことを自白している。一方で徐が主体思想研究会のある支部の責任者だとする文献もあるが詳細は不明。
徐は『JAPANISM』06号のインタビューで総連時代の活動について「若い学生を捕まえて「君は（通名ではなく）本名を名乗るべきだ」なんて言っていました。でもそう言ってる本人は普段、日本の姓を名乗っているんですよ」と答えている。実際に会社の黄色い名刺には「代表取締役 田中裕行」と通名が記載されていた。本名を伏せていた理由はインタビューでは触れられておらず詳細は不明である。
また、徐は事件直前まで世田谷区上祖師谷3丁目の貸家で居候していたが、この家の管理人女性の姉は北朝鮮工作員の辛光洙（シン・グァンス）の愛人だったことが捜査で判明している。
徐はブログや週刊誌のインタビューで「拉致問題の解決を訴える署名活動」をしていると語っている。しかし活動自体が不透明なものであり、目立った動きはない。また、徐は北朝鮮に拉致された日本人を救出するための全国協議会のもとへ訪れたというが、関係者から「気持ちは分かりました。しかしわれわれは北朝鮮というテロ国家と戦う組織。あなたのようなテロリストと手を組むことはできません」と拒否されたという。
徐が朝鮮総連関係者であり辛光洙と接点があることから北朝鮮陰謀説を信じる人も多く、宮崎哲弥や元公安調査庁本庁調査第二部長の菅沼光弘もこの説に注目している。

## 後藤組との関係
徐裕行は東日本大震災直後に、山口組系暴力団後藤組組長の後藤忠政が主催する復興支援団体「G−rise日本」の副代表を務め現地へ向かっている。
オウム事件当時、教団と暴力団の不動産取引や覚醒剤取引が注目されており、村井刺殺事件も暴力団絡みで引き起こされたものではないかと指摘されていた。1995年6月17日に行われた第132回国会予算委員会第33号の中で、錦織淳が富士宮市のオウム施設が後藤組関係の企業から借りた建物だったと指摘している。また、小山金七は静岡県富士宮市の土地の購入の世話役は村井秀夫だったと証言している。1992年にはオウム教団本部があった上九一色村で、後藤組系の不動産会社「エム・プランニング」の会長ら計6人が国土利用法計画法違反の容疑で逮捕されている。これらの指摘に対し、後藤忠政は「あいつら（オウム）も土地がいるんで、俺の知り合いの不動産業者の所に来たらしいわ。「農地を売って欲しい」とか言って。オウムとの「関係」といったって、その程度のことだ」と証言している。

## 民族派との関係
事件直後から民族派関係者らが「事件は単独による犯行であり、徐はマスコミに洗脳された被害者」であると主張している。
鈴木邦男は刺殺事件直後に、徐の犯行動機について「純粋に国を憂う人間が、国民に代わって”やってやる”と思い、こんなことをやってしまったのでは？徐容疑者はある意味でオウム＝サリンとテレビにマインドコントロールされていたのでは。オウム、村井氏は非常にかわいそうだ」「組織的な背景はないと思う」と持論を展開した。しかし、徐が「若頭の指示による犯行」を供述したことにより小林よしのりから矛盾があると批判されている。徐は当時「右翼団体に所属はしているが、自分は右翼ではない」と自供しており、右翼関係の書物も所持していなかった。捜査員の印象では「暴力団や右翼団体によくいるタイプの突っ張ったタイプではなく、とても落ち着いている。数日前に殺人をした人間とは思えない」といい、天誅といった発言もなかった。食事も1日三回、平然と食べていたという。
徐が出所すると、鈴木は再び事件の背後関係を否定しはじめ、「僕も、徐さんの個人的な怒りや興奮が基になって事件を起こしたんだろうと思います」と主張。徐と親睦を深めている。また、民族派活動家の蜷川正大、中台一雄も組織的犯行はないと主張しているが、徐が若頭の指示を認めた件については全く触れておらず、具体性に乏しい反論となっている。
徐は尊敬する人物として野村秋介を挙げている。2013年6月17日に徐は新宿ロフトプラスワンで鈴木邦男、上祐史浩、有田芳生とトークイベントを開いているが、翌年2014年2月5日の参議院予算委員会で、有田が野村を「暴力団の幹部」と呼んだため、徐は蜷川正大と共に抗議を表明した。この背景には野村が後藤忠政の盟友であり、鈴木邦男や蜷川の恩師であることが影響している。また、村井刺殺の指示役とされている羽根組若頭K・Kは過去に九州雷鳴社という組織に所属していたが、同団体の命名者は野村秋介だったとサンデー毎日（1995年8月13日）が報道している。羽根組長を主役のモデルにした映画「獅子王たちの夏」を監修したのは野村である。

## その他
- 逮捕直後、徐は事件の動機について当初「義憤にかられて殺した」と主張したが、その後「人を刺すという行為が怖かった」「しくじって残念という気持ちと、やらなくて良かったという安ど感で複雑だった。体は震えていた」と犯行直前の心境について供述している[45]。しかし出所以降は「この事件はもう判決が出て終わっている。今もお話しできないこともある。だが、なぜ、僕が事件を起こしたか。それは、最終的には『個人の憤り』です。あの当時、社会全体がオウムに対し、憤りがあったし、僕も『とんでもない連中だ』と強い義憤を感じていた。いろんな要因はあったにせよ、殺害しようと決断したのは僕です。一番の動機をあえていえば、地下鉄サリン事件の映像を見た衝撃で義憤にかられたことです」「社会に対する問題提起」[46]と当時とは逆の主張を展開するようになった。この発言に対し週刊金曜日編集長の平井康嗣は「彼が墓場まで持っていこうとしているものは間違いなく存在する。だがそれは墓場まで行くだろう」と指摘している[47]。
- 1995年7月25日に行われた徐の初公判では、東京地方裁判所に679人の傍聴希望者が18枚の傍聴券を求めて集まり、競争率は37,7倍になった。ジャーナリストの江川紹子も、傍聴券を求めて並んでいたが抽選で落選した。この初公判で、傍聴席最前列に座っていた羽根組構成員で、徐の幼馴染みであるK・Hが、徐に「頑張れよ、皆で持ってるからな！」と大声で叫んだため、職員に引きずり出される騒ぎがあり[48]、一部始終を佐木隆三が目撃している。
- 現行犯逮捕後、赤坂警察署に連行されたが、岐部哲也が留置されていたため、トラブル回避のため神田警察署に移送された[17]。
- 1995年10月14日に東京地裁で行われた羽根組若頭の第二回公判で、徐は証人出廷して入廷した際、若頭に視線を向け10秒ほど掴みかかりそうな形相で睨みつけている。しかし、直後の証言では度々小さい声で話したため、安広裁判長から「大きな声で」と厳しく注意された[49]。
- 強制送還を恐れていた。1995年11月10日の東京地裁で「日韓の地位協定で、7年以上の罪を犯すと、国外追放になるということは知っていたが、犯行の時点では考えなかった」と答えており[50]、弁護人に相談したところ、「出入国管理に関する特例法で強制送還された例はない」と知り日本に在留した[51]。
- 徐が犯行直前まで暮らしていた東京都世田谷区上祖師谷3丁目では、2000年（平成12年）12月30日に世田谷区一家殺害事件が起きている（未解決事件）。
- 村井秀夫の父親の調書を拘置所で読んだが、謝罪文は書かなかった[52].。
- 裁判中、弁護人に対し「暴力団との付き合いは断つ」と明言したが、出所後は後藤忠政組長と付き合い、約束を破った[52]。
- 犯行前に、世田谷区内のカラオケスナック店に通っていたが、店員に対して「法律スレスレでも、金儲けした人間の勝ちなんですかね」と話していた[53]。 また知人から「韓国から来たホステスの在留期間が切れるので、そのホステスと書類上結婚してくれ」と頼まれ、謝礼として150万円を受け取っていた[54]。
- ヨットの購入をブログで公開したところ、閲覧者から「刺殺で報酬を得た」と指摘されたが、「あなたも、やりたいことがあったら、そんな妄想言ってないで、人の何倍も働きなさい（笑）」とコメントしている[55]。

## 著書
- 『終わらないオウム』上祐史浩、鈴木邦男との共著、田原総一朗解説、鹿砦社 2013.6